# Ловсько
Ло́всько (болг. Ловско) — село в Разградській області Болгарії. Входить до складу общини Лозниця.

## Населення
За даними перепису населення 2011 року у селі проживали 675 осіб.
Національний склад населення села:
| Національність   | Кількість осіб | Відсоток |
| ---------------- | -------------- | -------- |
| болгари          | 251            | 50,7%    |
| турки            | 222            | 44,8%    |
| цигани           | 0              | 0%       |
| інша             | 15             | 3,0%     |
| не визначились   | 7              | 1,4%     |
| Всього відповіли | 495            |          |

Розподіл населення за віком у 2011 році:
Динаміка населення: